# Centro histórico de Macao
Macao, el primer puesto comercial europeo en China, desde su fundación en 1557 por los portugueses hasta el día de hoy, constituyó siempre una importante puerta de acceso para la entrada de la civilización occidental en China, contactando con la civilización china, y viceversa. Durante cinco siglos, esta pequeña ciudad proporcionó una importante plataforma para la simbiosis y el intercambio de culturas occidentales y orientales. Esta intensa simbiosis e intercambio moldearon una identidad única y propia para Macao. También en este pequeño pedazo de tierra se desarrolló un proceso único de mestizaje, que dio lugar al nacimiento de la cultura patuá y de la comunidad macaense.
El encuentro armonioso entre dos grandes culturas (la occidental y la oriental) generó la creación de estilos arquitectónicos únicos en el mundo, que aparecieron gracias a la fusión de los estilos arquitectónicas europeos, chinos y de otras partes de Asia. Son estos estilos arquitectónicos que fueron utilizados para la construcción de la gran mayoría de los monumentos de centro histórico de Macao.
Este patrimonio arquitectónico de valor único y universal constituye un testimonio vivo de la gran diversidad cultural de la ciudad, del intercambio y coexistencia de las culturas occidentales y orientales, de la conservación de las tradiciones de las diferentes culturas, y de la contribución hecha por Macao en la dispersión del catolicismo en el Extremo Oriente y en la transmisión de las tradiciones populares chinas en Occidente.
El centro histórico de Macao es el fruto del intercambio, del respeto y de la tolerancia cultural entre el Occidente y el Oriente. Su valor no reside solamente en sus estructuras arquitectónicas y urbanas, sino en el hecho de que estas consiguieron mantener su espíritu original y sus funciones originales hasta el día de hoy. Este patrimonio arquitectónico, predominantemente de raíz europea, se levanta entre construcciones de estilo arquitectónico tradicional chino y entre construcciones modernas, causando un gran contraste en el tejido urbano de la ciudad y mostrando también la diversidad y tolerancia cultural existente en esta pequeña ciudad. 
El centro histórico de Macao está conformado por el siguiente conjunto arquitectónico: este conjunto arquitectónico, de gran valor y único del mundo, fue reconocido como parte de la historia mundial, pues ilustra bien uno de los primeros y más duraderos encuentros entre China y la civilización occidental.
Este conjunto arquitectónico, que engloba al más antiguo legado arquitectónico europeo existente en China, se localiza mayoritariamente en el sur y suroeste de Macao dado que, hasta el siglo XIX, los portugueses, constructores de la mayoría de los monumentos del centro histórico de Macao, tenían prohibido vivir en el norte de Macao que eran campos de cultivo propiedad de los chinos. Hasta el siglo XIX, la "Ciudad del Santo Nombre de Dios de Macao", en portugués "Cidade do Santo Nome de Deus de Macau" era pequeña y estaba delimitada por murallas, ocupando solamente el sur de la península de Macao. Sólo a partir del siglo XIX, con la decadencia de la autoridad e influencia china sobre Macao, los portugueses pudieron expandir la ciudad hacia el norte de la península, y posteriormente ocupando también la isla de Taipa y de Coloane). Pero en el siglo XIX, la importancia del puerto de Macao se redujo a consecuencia de la primera guerra del Opio cuando Hong Kong se volvió en el puerto occidental más importante de China. Macao comenzó a entrar en decadencia. Por eso cada vez menos personas conseguían sostener el elevado coste de construcción y mantenimiento de edificios grandes, lujosos y refinados. Un ejemplo perfecto son la iglesia da Madre de Deus y el colegio de S. Paulo, estos dos grandes edificios, después de un incendio en el año de 1835, nunca más fueron reconstruidos, debido a su elevado coste. El conjunto de las "ruinas" y vestigios de estos edificios forman, actualmente, las ruinas de San Pablo.
El día 15 de julio de 2005, el centro histórico de Macao fue, finalmente, inscrito en la lista del Patrimonio de la Humanidad de la Unesco y designado como el 31.er sitio del Patrimonio Mundial de China. Después de su inclusión, hubo grandes conmemoraciones. Macao pretendía con esta inclusión de su centro histórico crear una imagen mejor y más equilibrada de una ciudad histórica, que se preocupa de la conservación de su patrimonio e de sus vestigios del pasado, a la vez que mira al futuro, el desarrollo, la globalización y la modernidad. No quería tener una imagen de ciudad repleta de casinos y hoteles. Esta inclusión también ayudará a fomentar el desarrollo del turismo, uno de los pilares de la economía de la ciudad.
Este reconocimiento internacional ayudará a fomentar la apreciación de los valores patrimoniales y la conservación del patrimonio histórico-arquitectónico, influyendo positivamente los proyectos urbanos futuros, que serán llevados a cabo teniendo en cuenta la preservación del patrimonio.
La conservación del centro histórico de Macao es crucial para la población local porque, representa una parte importante de la historia de China y de la Historia Mundial, por eso, debido a su excepcional valor universal y a su significado histórico-cultural, debe ser preservada y protegida a cualquier coste. Varias campañas de divulgación y educación profundizan el conocimiento y el entendimiento de la población sobre el valor de este patrimonio de la humanidad.

## Lista de los sitios individuales patrimonio de la humanidad
Aunque la UNESCO no enumera los sitios individualmente, en la delimitación en planos del centro histórico de Macao aparecen grafiados los edificios protegidos. El área protegida consta de dos áreas principales.
Zona 1
El centro histórico de Macao consta de dos áreas principales en el área del centro de la península de Macao.
- Templo de A-Má;
- Cuartel dos Mouros;
- Plaza do Lilau;
- Casa do Mandarim;

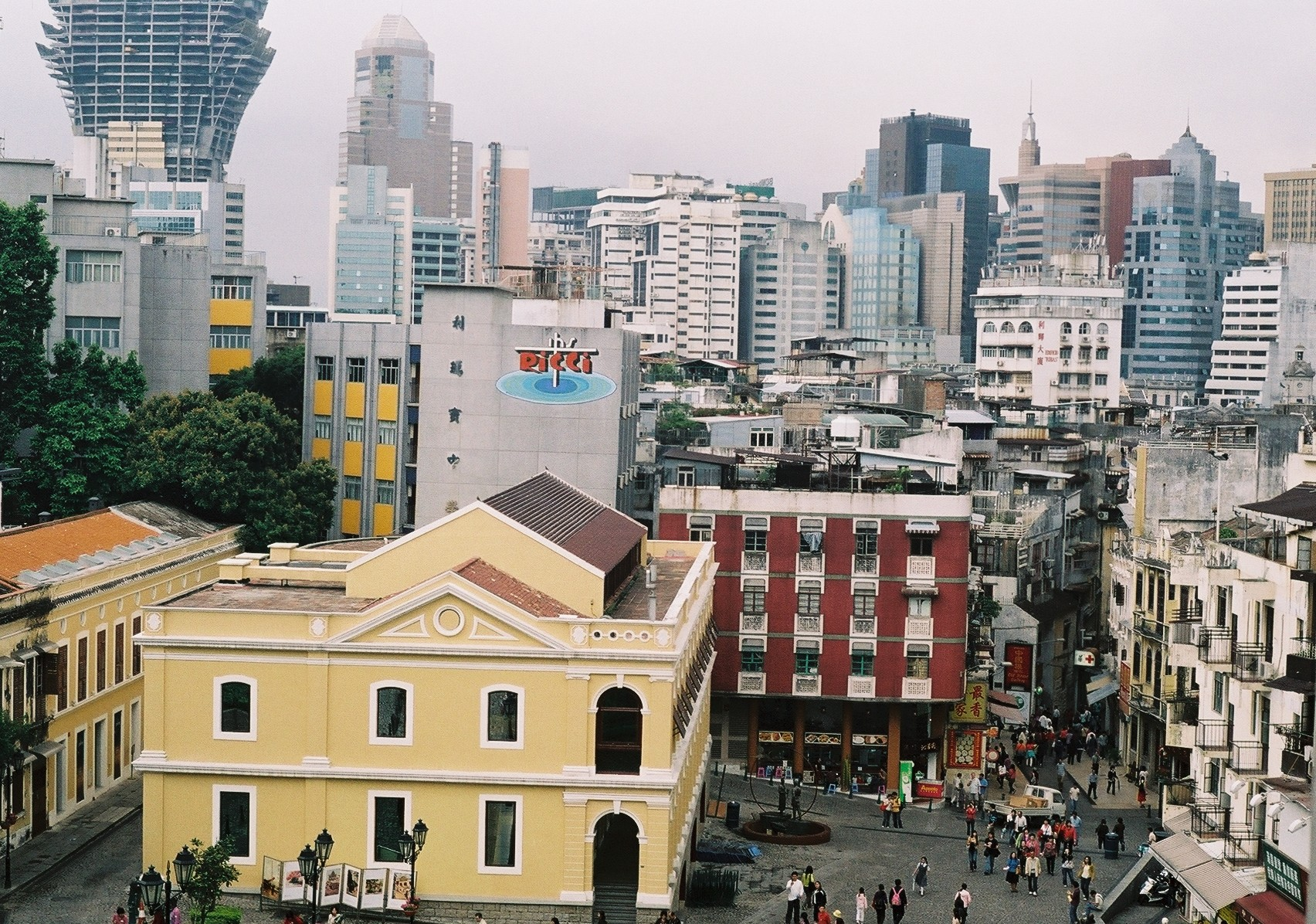
Vista del centro de Macao

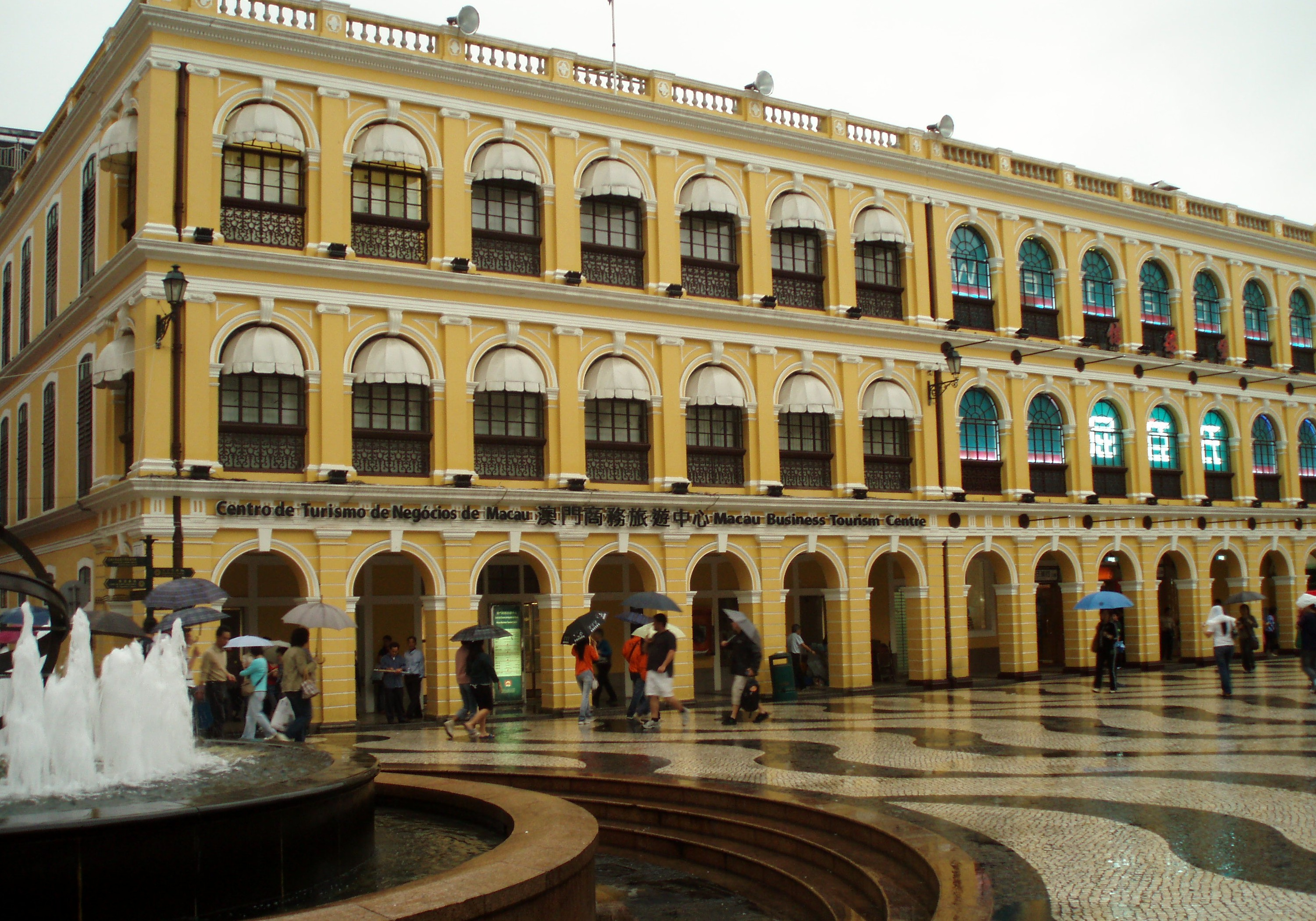
plaza del Senado

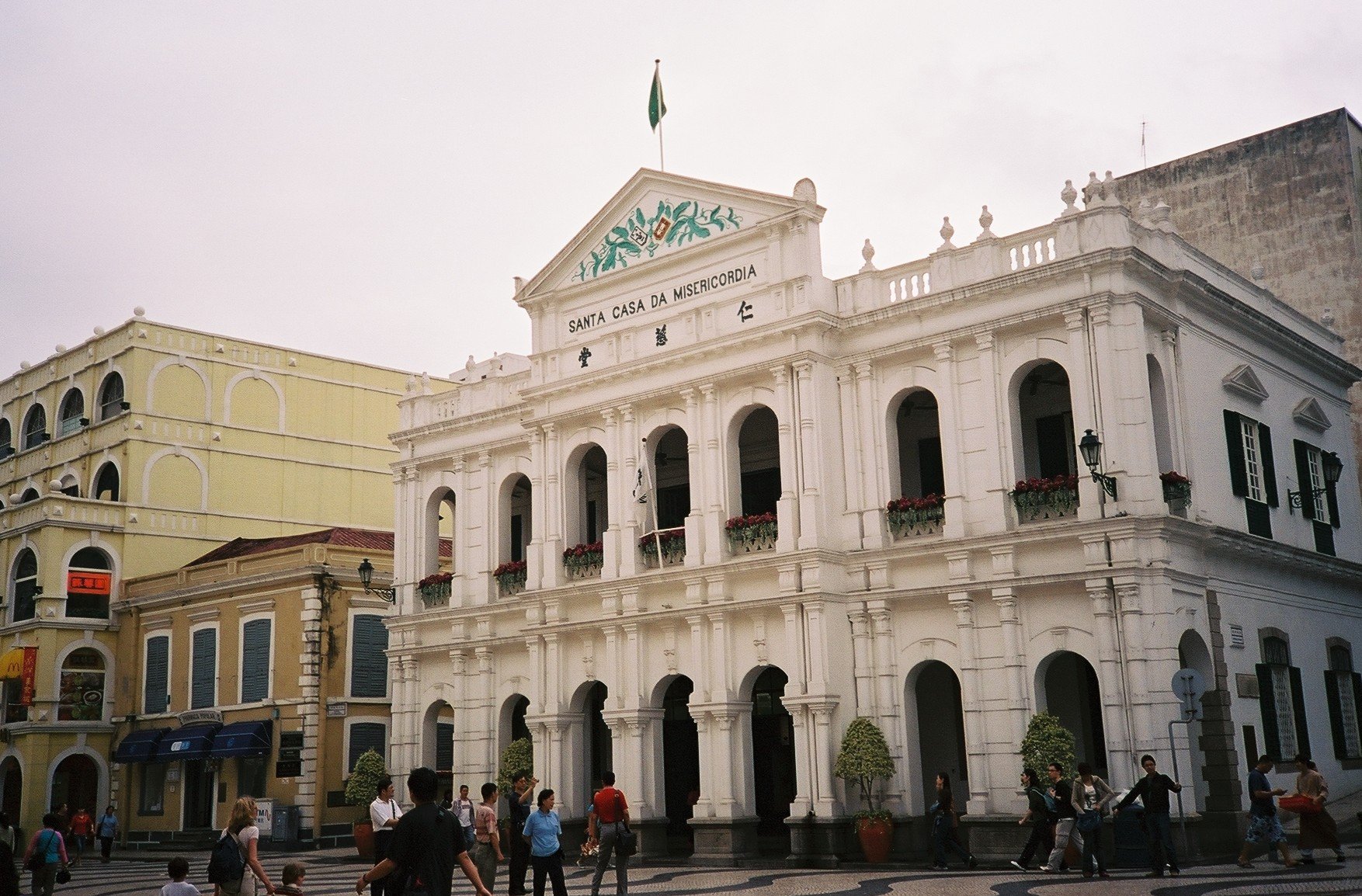
Santa Casa da Misericorida

- Seminario y la iglesia de San José (São José);
- Plaza de San Agustín con la iglesia de San Agustín (Santo Agostinso) y la iglesia de San Lorenzo (São Lourenço);
- teatro D. Pedro V;
- biblioteca Sir Robert Ho Tung;
- el Largo do Senado con el Leal Senado;
- Sam Kai Vui Kun (Templo Kuan Tai);
- Santa Casa de la Misericordia (Santa Casa da Misericórdia);
- Plaza y Iglesia da Sé;
- casa de Lou Kau;
- Largo de Santo Domingo e iglesia de Santo Domingo (São Domingos);
- Plaza de la Compañía de Jesús con las ruinas de San Pablo y el templo de Na Tcha;
- Sección de la muralla de Macao;
- Fortaleza do Monte;
- Jardin Camões con la Casa Garden, el cementerio protestante (incluyendo la capilla), la iglesia de San Antonio (Santo António) y la antigua sede de la Compañía inglesa de las Indias orientales[2]

Zona 2
La zona 2 está rodeada por una zona de amortiguamiento, que cubre un parque y un área urbana inmediata.
- la fortaleza de la Guía (Fortaleza da Guia) (incluyendo la capilla y el faro).